# نيلانجانا روي
نيلانجانا س. روي (مواليد 1971) صحفية وناقدة أدبية ومؤلفة هندية.

## الحياة الشخصية
ولدت روي في كولكاتا. تلقت تعليمها في لا مارتنير، كولكاتا، وتخرجت بدرجة في الأدب من كلية سانت ستيفن، جامعة دلهي، في التسعينيات.
متزوجة من ديفانجشو داتا، محرر مساهم في معيار الأعمال، ومستشار في الصحف اليومية المالية ومجلات الأعمال، تعيش روي في دلهي مع زوجها. 

## حياة مهنية
نيلانيانا روي هي مؤلفة العديد من الكتب مثل الوحش (شركة ألف للكتب، 2012 ؛ Random House، يناير 2016)، والتي فازت بجائزة شاكاتي بهات (2013). تم ترشيحها أيضًا لجائزة تاتا للكتاب الأول للأدب (2012) وجائزة الكومنولث للكتاب الأول، وتم إدراجها في القائمة الطويلة لجائزة DSC (2013).
مئات الأسماء من الظلام، الجزء الثاني من الوحش، تم نشره بواسطة الف في عام 2013. مجموعة مقالات عن الكتب والقراءة، كيف تقرا الهندية، ستصدر قريباً من هاربر كولينز . روي هو أيضًا محررهذة المجموعة، مختارات لكتابة الطعام (Penguin India، 2005).
عمودها عن عمر القراءة لمعيار الأعمال  استمر لأكثر من 15 عامًا. كما كتبت عن النوع الاجتماعي في النيويورك تايمز  وكولكاتا تلغراف، وساهمت في بي بي سي، وآوتلوك، ونيو ريبابليك، وهافينغتون بوست والعديد من المنشورات الأخرى.
على مدار 15 عامًا في مجال الإعلام والنشر، شغلت روي منصب رئيس التحرير في Westland / Tranquebar، وقامت بالمراجعة والمساهمة في صفحة وآوتلوك، و بيبليو والعديد من المجلات الدوريات الأدبية الأخرى، وعمل في لجنة تحكيم جائزة الكلمات المتقاطعة وجائزة DSC.
عاشت حياة ثانية قصيرة باسم "Hurree Babu"، التي استعارتها من Kipling لبدء أول مدونة أدبية في الهند - كتاب خانة،  والتي يديرها بابو لعدة سنوات. عملت على نطاق واسع في قضايا حرية التعبير والرقابة في الهند.
ظهرت رواياتها وصحافتها في العديد من المجلات والمختارات، بما في ذلك كارافان وCivil Lines 6 وصانداي تايمز وThe Hindu وبيبلو. تم نشر بعض قصصها للأطفال في Scholastic's Spooky Stories وScience Fiction Stories وBeWitched.

## فهرس
- مسألة تذوق: كتاب البطريق للكتابة الهندية عن الطعام. كتب البطريق، ISBN 0143031481
- الوحش. شركة ألف للكتاب، ISBN 9788192328096
- مئات الأسماء من الظلام. شركة الكتاب، ISBN 9789382277774